# Франсуаза Орлеанська (1844—1925)
Франсуаза Марія Амелія Орлеанська (фр. Françoise Marie Amélie d’Orléans), (нар. 14 серпня 1844 — пом. 28 жовтня 1925) — французька принцеса з Орлеанського дому, донька французького принца де Жуанвіль Франсуа Орлеанського та бразильської принцеси Франсішки, дружина герцога Шартрського Роберта.

## Біографія
Народилась 14 серпня 1844 року в Нейї-сюр-Сен. Стала первістком в родині принца де Жуанвіля Франсуа Орлеанського та його дружини Франсішки Бразильської, з'явившись на світ наступного року після їхнього весілля. Мала молодшого брата Пьєра. 
Весілля батьків відбулося в Бразилії, до Франції матір прибула вже вагітною Франсуазою. Родина оселилася в Парижі, де вела світське життя.
У 1848 році, у зв'язку з поваленням монархії, сімейство виїхало до Великої Британії, де мешкало у маєтку Клермонт-хаус. 
Франсуаза з дитинства виказувала схильність до коней, полювання та природи. Гарно малювала.
У віці 18 років принцесу видали заміж за її 22-річного кузена Роберта Орлеанського, герцога Шартрського. Наречений до цього воював разом з її батьком на боці сіверян у Громадянській війні в США. Весілля відбулося 11 липня 1863 у Кінгстоні-на-Темзі в Англії. Резиденцією подружжя став куплений ними великий будинок у Лондоні, в районі Гем, який отримав назву Морган-хаус. Там вони мешкали до 1871 року. Смаки пари багато в чому співпадали, їхній шлюб виявився вдалим.
У них народилося п'ятеро дітей. Молодший син народився вже в Парижі, куди вони змогли повернутися після падіння Другої імперії. Її чоловік зміг також офіційно стати вояком французької армії і перебував в строю до 1886 року, коли були видані нові антимонархічні закони. Надалі він подорожував та більше часу присвячував справам родини. Франсуаза в періоди відсутності чоловіка продовжувала малювати. Улюбленими сюжетами герцогині були сцени полювання, квіти та пейзажі, в чому вона набула справжньої майстерності. Чоловікові писала щодня або навіть кілька разів на день, розповідаючи простою мовою та з добротою все, що побачила чи почула, від простого домашнього випадку до соціальної або політичної події.

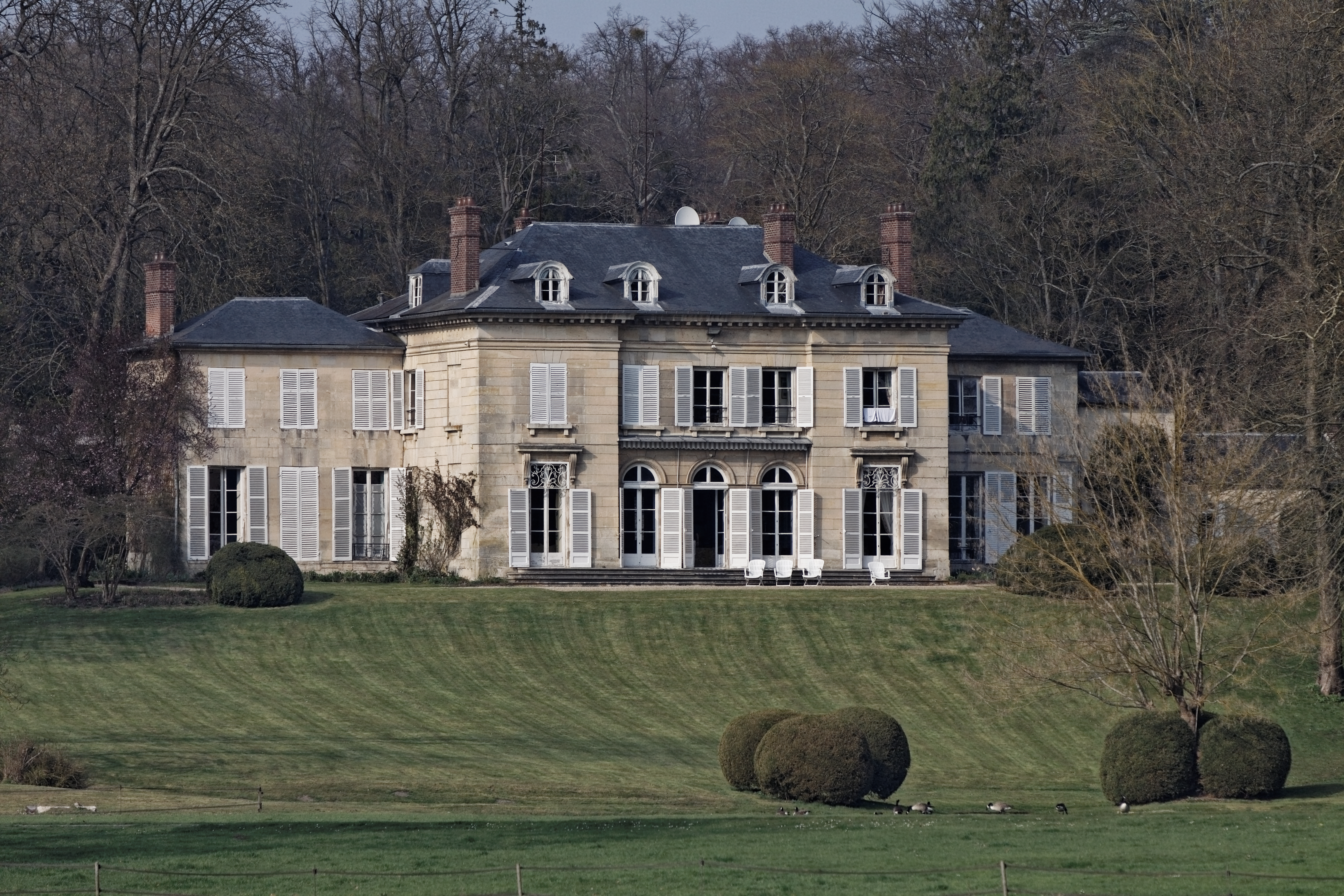
Шато Сен-Фірман

Мешкали вони в невеликому шато Сен-Фірман, який входив до комплексу замку Шантійї і також належав герцогу Омальському, дядьку Роберта. Генріх Орлеанський заповідав його Інституту Франції, однак шато Сен-Фірман було залишене в узуфрукті Франсуази та Роберта. Натомість, герцог Шартрський мав дбати про збереження руїн замку Бурбон-Л'Архамбо 
Принц Роберт помер у Сен-Фірмані 5 грудня 1910 року. До того часу вже не стало трьох їхніх старших дітей.
У 1923 році Франсуаза зустрічалася із американською натуралісткою Опал Вайтлі, яка стверджувала, що вона донька її сина Генріха. Герцогиня дала дівчині коштів для поїздки на Схід, аби та змогла вияснити більше про потенційного батька, оскільки той помер у Сайгоні.
Пішла з життя 28 жовтня 1925 року у Сен-Фірмані. Похована в королівській усипальні в Дре.

## Родина

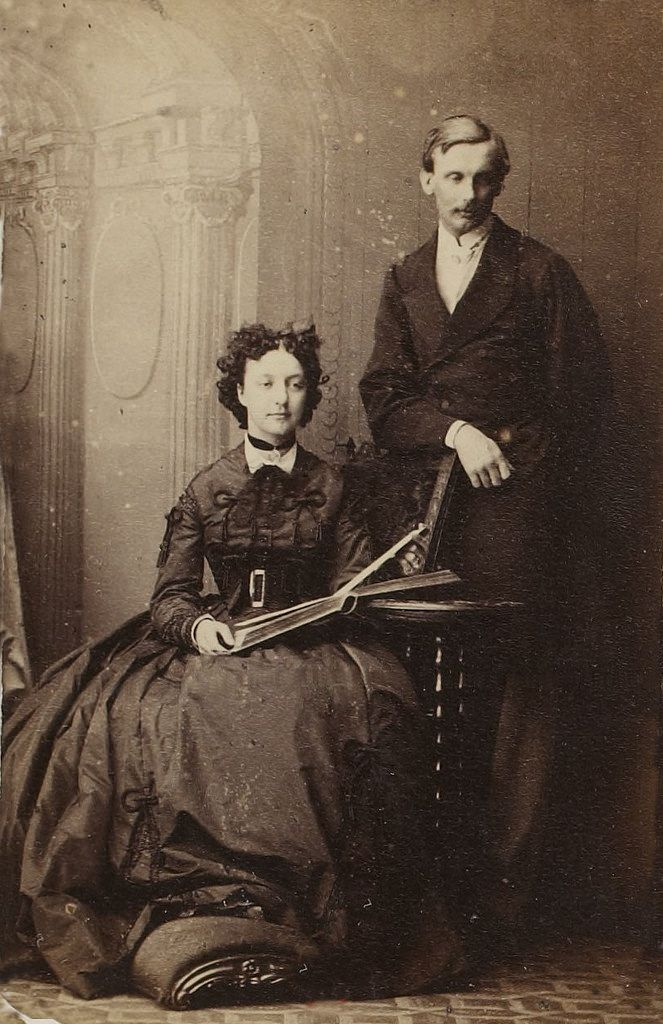
Світлина із чоловіком

Чоловік — Роберт Шартрський
Діти:
- Марія (1865—1909) — дружина данського принца Вальдемара, мала п'ятеро дітей;
- Робер (1866—1885) — прожив 19 років, одруженим не був, дітей не мав;
- Генріх (1867—1901) — одруженим не був, дітей не мав;
- Маргарита (1869—1940) — дружина 2-го герцога Маджента Марії-Армана-Патріса де Мак-Майона, мала сина та двох доньок;
- Жан (1874—1940) — орлеаністський претендент на престол Франції у 1926—1940 роках, був одружений із принцесою Ізабеллою Орлеанською, мав четверо дітей.

## Титули
- 14 серпня 1844—11 червня 1863 — Її Королівська Високість Принцеса Франсуаза Орлеанська;
- 11 червня 1863—5 грудня 1910 — Її Королівська Високість Герцогиня Шартрська;
- 5 грудня 1910—28 жовтня 1925 — Її Королівська Високість Вдовіюча Герцогиня Шартрська.